# زانکت ماریان بای نیتلفلد
زانکت ماریان بای نیتلفلد (به آلمانی: Sankt Marein bei Knittelfeld) یک منطقهٔ مسکونی در اتریش است که در مورتال واقع شده‌است. زانکت ماریان بای نیتلفلد ۶۰٫۶۴ کیلومتر مربع مساحت دارد ۶۹۸ متر بالاتر از سطح دریا واقع شده‌است.